# (7669) Malše
(7669) Malše est un astéroïde de la ceinture principale.

## Description
(7669) Malse est un astéroïde de la ceinture principale. Il fut découvert le 4 août 1995 à l'Observatoire Kleť par Miloš Tichý et Zdeněk Moravec.
Il présente une orbite caractérisée par un demi-grand axe de 2,78 UA, une excentricité de 0,15 et une inclinaison de 8,4° par rapport à l'écliptique.

## Compléments